# Michaił Kutuzow

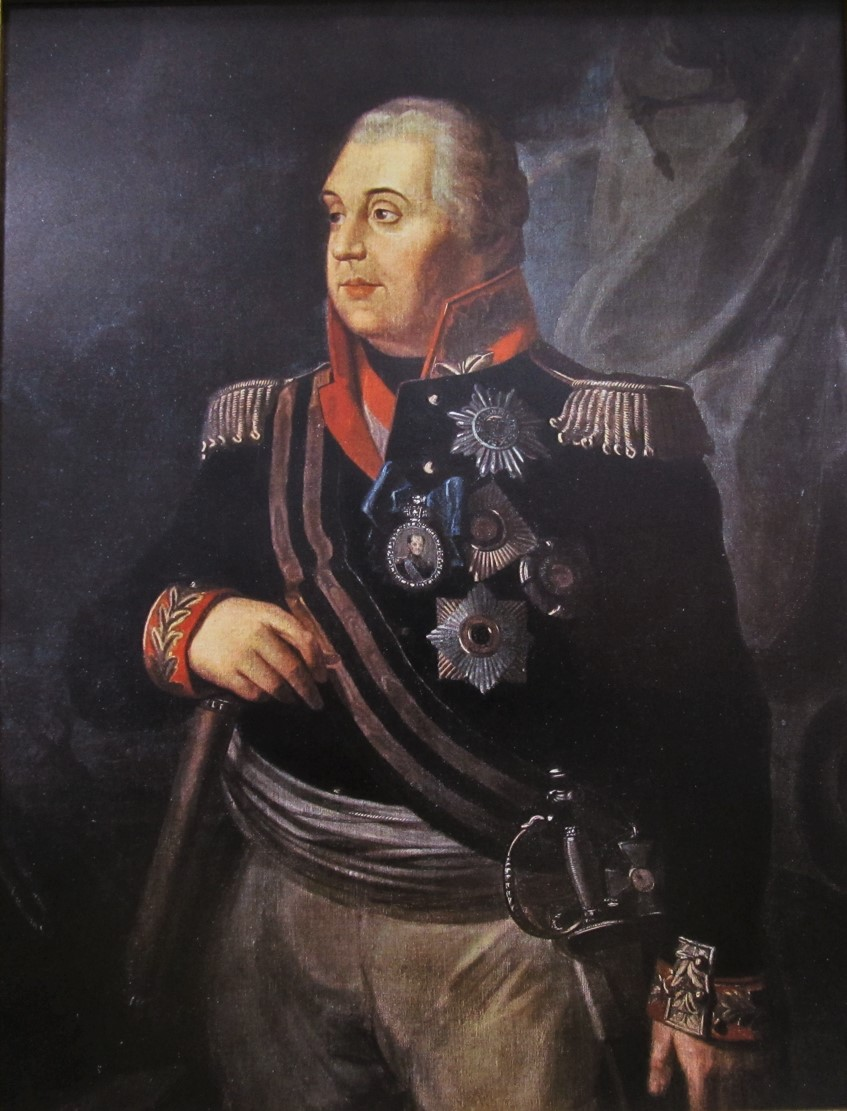
Michał Iłłarionowicz Kutuzow, obraz R. M. Wołkowa

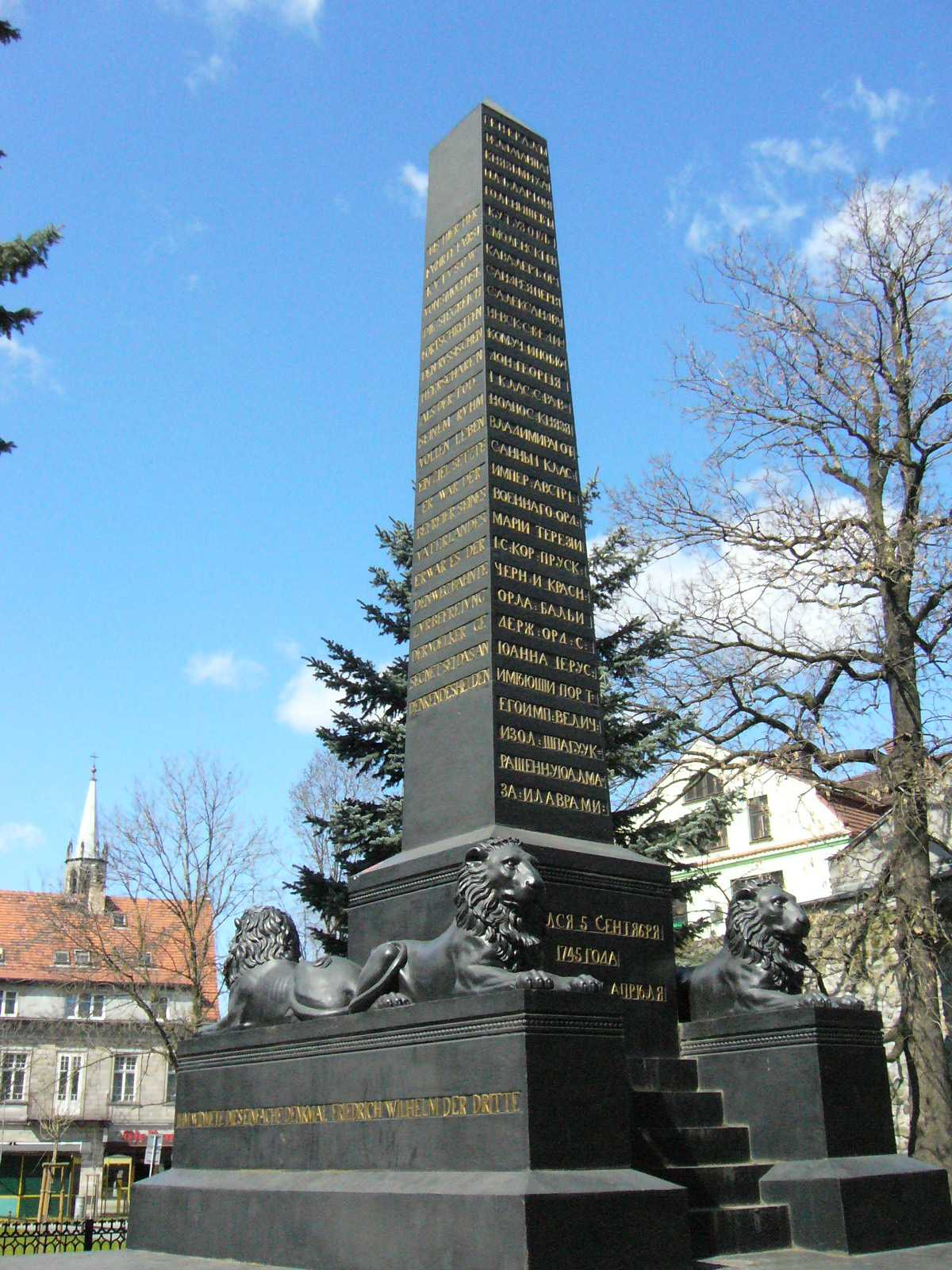
Obelisk w Bolesławcu – miejscu śmierci

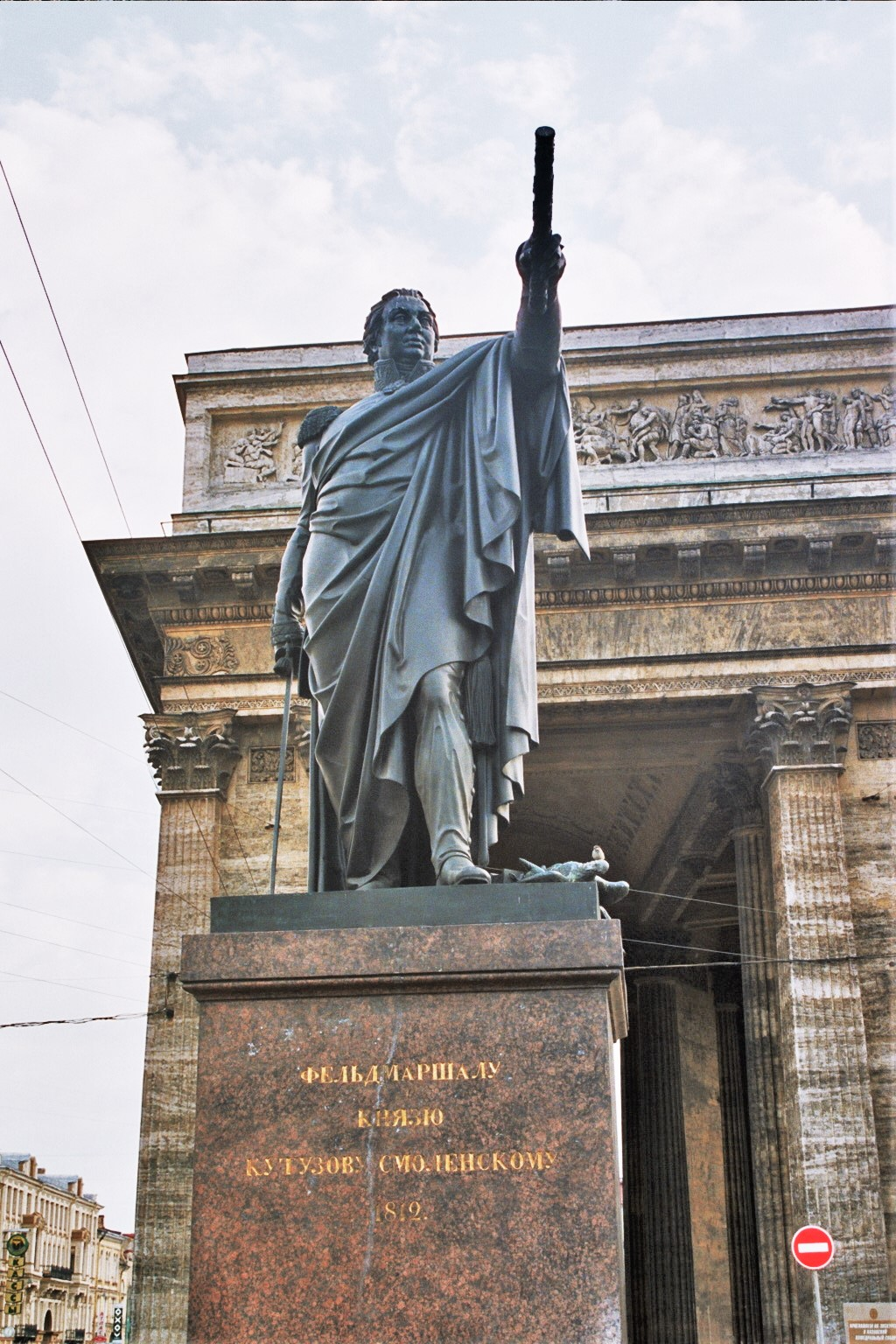
Pomnik Kutuzowa w Petersburgu (1837)

Michaił Iłłarionowicz Goleniszczew-Kutuzow (ros. Михаил Илларионович Голенищев-Кутузов, ur. 5 września?/16 września 1745 w Petersburgu, zm. 28 kwietnia 1813 w Bolesławcu) – rosyjski dowódca, od roku 1812 książę smoleński, a 31 sierpnia 1812 generał feldmarszałek, wolnomularz.
Uważany powszechnie za architekta klęski kampanii rosyjskiej Napoleona, choć twórcą strategii polegającej na wciągnięciu Wielkiej Armii w głąb Rosji i jej późniejszym zniszczeniu był poprzednik Kutuzowa – Michaił Barclay de Tolly. Kutuzow pozostaje jednak jednym z głównych autorów tego sukcesu.

## Życiorys
Urodził się w rodzinie generała porucznika inżynierii. W roku 1759 wstąpił do Szlacheckiej Szkoły Oficerskiej Artylerii, którą ukończył z wyróżnieniem w 1761 roku i pozostał w niej jako wykładowca matematyki. W roku 1761 chorąży i dowódca kompanii Astrachańskiego pułku piechoty. Od 1762 roku kapitan i adiutant generał gubernatora w Rewlu. W latach 1764–1765 dowodził pododdziałami i działał przeciwko wojskom konfederatów polskich.
Uczestnik wojen z Turcją. W czasie wojny 1768–1774 na stanowiskach sztabowych – uczestnik walk koło Riaboj Mogiły, Łargi, Kaługi i innych. W lipcu 1774 roku, dowodząc batalionem w bitwie pod wsią Szumy (obecnie Kutuzowka) na południe od Ałuszty został ranny i stracił prawe oko.
W roku 1784 mianowany na stopień generała majora i wyznaczony na dowódcę formułującego się Bugskiego Korpusu Strzeleckiego, z którym brał udział w wojnie rosyjsko-tureckiej 1787–1792, walcząc u boku Aleksandra Suworowa. Był doradcą Suworowa. Odznaczył się m.in. pod Oczakowem w roku 1788, gdzie dowodził 6 kolumną i gdzie był powtórnie ranny, oraz podczas zdobycia twierdzy Izmaił w roku 1790, potem w bitwach pod Babadagiem i Maczinem. W czasie wojny polsko-rosyjskiej 1792 dowódca korpusu. Brał udział w bitwie pod Dubienką. W latach 1794–1795 poseł nadzwyczajny Rosji w Konstantynopolu. Doprowadził do zawarcia przez Rosję kilku korzystnych umów politycznych i gospodarczych. W 1794 wyznaczony na dyrektora Lądowego Szlacheckiego Korpusu Kadetów. W latach 1795–1799 naczelny dowódca i inspektor wojsk rosyjskich w Finlandii. Wykonywał także szereg zadań dyplomatycznych m.in. rozmowy z Prusami i Szwedami.
W 1798 mianowany generałem piechoty. Później generał gubernator na Litwie (1799–1801) i w Petersburgu (1801–1802). W 1802 został zdymisjonowany. Zwolnił się ze służby i był w stanie spoczynku.
W sierpniu 1805 w czasie wojny rosyjsko-austriacko-francuskiej 1805 wyznaczony na naczelnego dowódcę wojsk rosyjskich, skierowanych do pomocy Austrii. Kiedy dowiedział się w czasie dyslokacji armii o kapitulacji armii austriackiej gen. Macka pod Ulm, rozpoczął marsz – manewr od Brna do Ołomuńca i wyprowadził wojska rosyjskie spod uderzenia przeważających sił Francuzów, odnosząc w czasie odwrotu kilka zwycięstw lokalnych nad siłami korpusu francuskiego.
Przedstawił plan działania przeciwko wojskom Napoleona, jednak cesarz Aleksander I pod wpływem austriackich doradców go nie przyjął.
Oponent błędnego planu bitewnego wojsk rosyjskich w bitwie pod Austerlitz (1805). Bitwa przyniosła klęskę wojsk rosyjsko-austriackich. Pomimo klęski pod Austerlitz wyprowadził część wojsk i uchronił je od całkowitej zagłady. Mimo tego Aleksander I był mu nieprzychylny. Wyznaczany na podrzędne stanowiska: generał-gubernatora w Kijowie (1806–1807), dowódcę korpusu w Mołdawii (1808), generał-gubernatora na Litwie (1808–1811).
W związku z nadchodzącą wojną z Napoleonem, zatem koniecznością zakończenia wojny z Turcją (1806–1812), cesarz 7 marca 1811 roku wyznaczył Kutuzowa na naczelnego dowódcę Armii Mołdawskiej. Kutuzow nie przyjął dotychczasowej taktyki prowadzenia wojny, która sprowadzała się do zajęcia i utrzymania twierdz oraz kordonowych pozycji wojsk. Stworzył manewrowe korpusy i rozpoczął wiosenną kampanię 1811 roku aktywnymi działaniami.
22 lipca pod Ruszczukiem odniósł zwycięstwo, a w październiku okrążył i wziął do niewoli pod Swobodżą całą armię turecką – Armię Naddunajską. Za to zwycięstwo został nagrodzony 12 października 1811 tytułem hrabiego. Będąc doświadczonym dyplomatą, wynegocjował i podpisał 12 maja 1812 wygodny dla Rosji bukareszteński pakt pokojowy, za który otrzymał tytuł księcia (29 lipca).
Na początku wojny roku 1812 wyznaczony na dowódcę pospolitego ruszenia Petersburga, a następnie Moskwy. Po wycofaniu wojsk rosyjskich ze Smoleńska, 8 sierpnia wyznaczony na naczelnego dowódcę wojsk rosyjskich. 17 sierpnia przybył na pole walki, przejął dowództwo armii rosyjskiej z rąk ówczesnego ministra wojny Barclaya de Tolly i podjął decyzje o wydaniu bitwy pod Borodino na 26 sierpnia. Poniósł porażkę, jednak armia rosyjska nie została rozbita. Brak sił nie pozwolił na przeprowadzenie kontrnatarcia. Dążąc do ratowania reszty sił podjął decyzję o wycofaniu, kontynuując strategię Barclaya de Tolly wciągnięcia Francuzów w głąb Rosji, wyczerpania sił i przygotowania własnego przeciwuderzenia. Bez walk oddał Moskwę. Decyzja ta była wówczas krytykowana przez część generalicji.
Kutuzow wykonał wówczas manewr z drogi na Riazań na drogę do Kaługi. Zatrzymał armie w obozie w Tarutino na południowy zachód od Moskwy, gdzie zmobilizował nowe siły i uzupełnił środki. 6 października w bitwie pod Tarutinem odniósł zwycięstwo nad korpusem francuskim i zmusił Napoleona do przyspieszenia wycofania wojsk z Moskwy. Pod Małojarosławcem zagrodził wojskom francuskim drogę na południe, zmusił je do wycofania po zniszczonej drodze smoleńskiej. Napierając na nieprzyjaciela odniósł kilka zwycięstw, m.in. pod Wiaźmą i Krasnym. Nad rzeką Berezyną próbował raz jeszcze bezskutecznie rozbić główne siły Napoleona.
Za kampanię zimową otrzymał 6 grudnia 1812 roku tytuł księcia smoleńskiego i został nagrodzony najwyższym odznaczeniem rosyjskim, orderem św. Jerzego I stopnia. Idąc za wycofującymi się wojskami francuskimi dotarł do Polski.
Na początku 1813 roku dowodził wojskami rosyjskimi w Polsce i Prusach z zadaniem ostatecznego rozgromienia wojsk Napoleona. Śmierć na tyfus przerwała wykonanie tych zadań. Ciało Kutuzowa zabalsamowano i przewieziono do Petersburga, gdzie został pochowany w soborze Kazańskim. W Bolesławcu, gdzie zmarł, król Fryderyk Wilhelm III wystawił Kutuzowowi w 1819 zabytkowy pomnik w formie żeliwnego obelisku.

## Poglądy, spuścizna
Wychowany na naukach P. Rumiancewa i A. Suworowa, był przeciwnikiem kordonu i taktyki linearnej, zwolennik szybkiego i zaskakującego manewru. W kampanii 1812 roku pokazał, do czego prowadzi strategiczna defensywa, manewr i kontrofensywa.
W byłym ZSRR istniał order Kutuzowa I i II stopnia, wprowadzony 21 lipca 1942 roku, i III stopnia – od 8 lutego 1943. W Federacji Rosyjskiej order został restaurowany 20 marca 1992.

## W kulturze
Michaił Kutuzow to jeden z bohaterów powieści Wojna i pokój autorstwa Lwa Tołstoja. Do aktorów, którzy wcielili się w jego postać, należą: Brian Cox, Oscar Homolka, Władimir Iljin, Frank Middlemass i Borys Zachawa.